# Monts del Llemosí

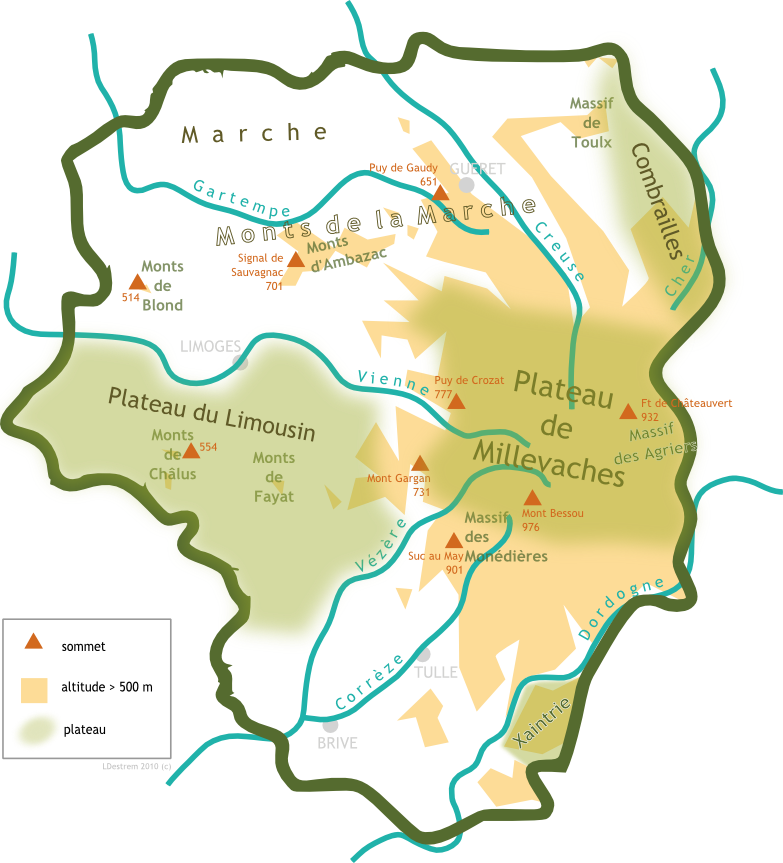
Mapa dels Monts del Llemosí

El terme Monts del Llemosí s'usa en geografia per descriure un conjunt de muntanyes del Massís Central. No defineix una zona muntanyosa única, sinó un conjunt de petits massissos geogràficament i geològica propers, situats a la regió del Llemosí, units per una successió de valls i altiplans.
Les zones que hi trobem són:
- Altiplà de Millevaches, que representa dues terceres parts del conjunt dels Monts del Llemosí.
- Monts de la Marche on hi ha els Monts d'Ambazac i els Monts de Blond), amb les regions que són veïnes de la vall de la Vienne, Charente limousine, Combrailles, ...
- Monts de Châlus i el País del Perigord
- Monédières

Els Monts del Llemosí són delimitats:
- al nord per la Brenne, el Boischaut, la baixa Marca i el Poitou
- a l'oest per l'Angoumois
- al sud per baix Périgord (Périgord Blanc i Negre), la conca de Brive i la causse corrèzien, la vall de la Dordogne
- a l'est pels monts del Cantal, els monts Dore i la Combraille alvernesa.